# Битва при Гумбиннене
Битва при Гумбиннене (нем. Schlacht bei Gumbinnen), Гумбиненский бой — первое сражение на западном (у германцев — восточном) фронте Первой мировой войны.
Сражение произошло 7 (20) августа 1914 во время начала Восточно-Прусской операции ВС России и завершилось победой русских войск и отходом германских частей.

… Как совместить, что эти же мужественные воины в бою под Гумбиненом опозорили себя нечеловеческим зверским преступлением: во время одной из атак они поставили в первые ряды своих атакующих горсть несчастных русских пленных, безоружных… пока они не были все расстреляны!..— Александр Арефьевич Успенский. «На войне», 1931 год.

## Ход сражения

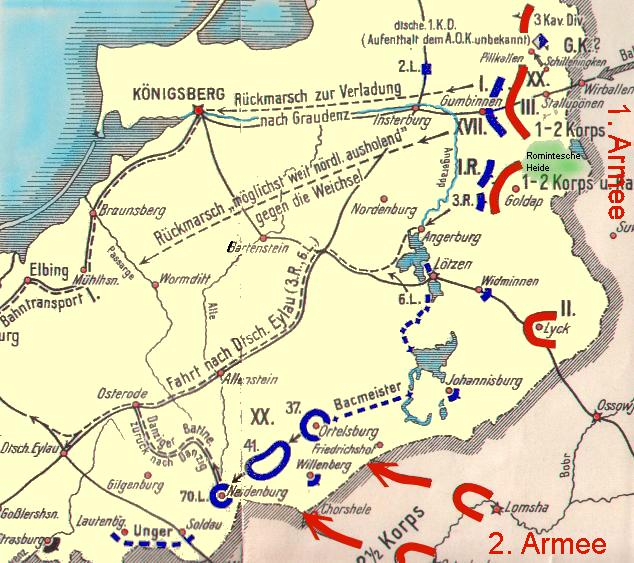
Битва при Гумбиннене. Немецкоязычная схема

Сражение произошло на фронте в 50 километров, от города Гумбиннен до города Гольдап. Соотношение сил перед сражением было не в пользу русской армии, которая имела 6,5 пехотных и 5,5 кавалерийских дивизии (63,8 тысяч бойцов, 380 орудий, 252 пулемёта). Германские войска располагали 8,5 пехотными и 1 кавалерийской дивизией (74,5 тысяч человек, 408 лёгких и 44 тяжёлых орудия — по другим данным, 508 орудий, 224 пулемёта).
Битва началась на северном крыле, где атаковал I корпус Франсуа. Удар германцев обрушился на российскую 28-ю пехотную дивизию, которая, неся большие потери, организованно отступила под защиту своей артиллерии и мужественно противостояла двукратно превосходящим силам врага. К середине дня на помощь 28-й дивизии подоспела 29-я пехотная дивизия, русские дивизии нанесли контрудар, и части германского корпуса начали отступать.
В тыл русским войскам Франсуа бросил кавалерийские части (1-я немецкая кавалерийская дивизия) которые разгромили обозы 28-й дивизии, однако углубиться в свои тылы русские войска им не позволили. Прорыв немецкой конницы произошёл из-за отсутствия на правом фланге российской конницы Хана Нахичеванского и Орановского, которая после удачного для неё Каушенского боя с немецкой ландверной пехотной бригадой 19 августа отошла в тыл и весь следующий день простояла на днёвке. Немцы стали отходить за р. Инстер и закрепляться на западном берегу.
В центре войска под командованием генерала Макензена выдвинулись к исходным рубежам к 8 утра, однако русские войска обнаружили корпус Макензена и открыли шквальный огонь, германцы понесли большие потери, XVII корпус Макензена потерял 8 000 солдат и 200 офицеров. Германцы в беспорядке отступали, русские войска захватили 12 брошенных орудий. Отбив три германские атаки, 27-я пехотная дивизия, ставшая главной «именинницей» победы, перешла в наступление.
Под Гольдапом, на южном фланге, германский 1-й резервный корпус генерала Отто фон Белова прибыл на место сражения в полдень, столкновение носило нерешительный характер, а после отступления корпуса Макензена фон Белов также отдал приказ об отходе.

## Результаты
Ренненкампф отдал приказание преследовать бегущего врага, однако вследствие больших потерь и отставания тылов отменил этот приказ. Также следует отметить чрезвычайную усталость личного состава 1-й армии, передвигавшейся несколько дней ускоренными маршами по 25 — 30 километров без отдыха.
Поражение при Гумбиннене создало реальную угрозу окружения 8-й германской армии, и вечером 20 августа Притвиц принял решение оторваться от противника и отойти за Вислу. Однако отступлению воспротивилась германская Ставка и, вопреки плану Шлиффена, который предполагал при неблагоприятном развитии событий на Восточном фронте отступать в глубь Германии, но ни в коем случае не снимать войск с Западного фронта, чтоб гарантированно разгромить Францию и избежать войны на два фронта, приняла решение Восточную Пруссию не сдавать и перебросить в помощь 8-й армии войска с Западного фронта (два корпуса и конную дивизию), что впоследствии сыграло роковую роль в битве на Марне и не допустило разгрома Франции. 21 августа Мольтке сместил Притвица и назначил на его место генерал-фельдмаршала Пауля фон Гинденбурга.
Военный историк Н. Н. Головин пишет:
Победа у Гумбиннена — результат, достигнутый высокими качествами перволинейных войск благодаря той выдающейся боевой подготовке, до которой в мирное время довел генерал Ренненкампф войска вверенного ему Виленского военного округа. Необходимо подчеркнуть, что III армейский корпус, являющийся героем дня 7/20 августа, был под командой того же генерала Ренненкампфа до его назначения командующим войсками Виленского военного округа.
.
Уинстон Черчилль о победе русских войск под Гумбинненом писал:
Очень немногие слышали о Гумбиннене, и почти никто не оценил ту замечательную роль, которую сыграла эта победа. Русские контратаки 3-го корпуса, тяжёлые потери Макензена вызвали в 8-й армии панику, она покинула поле сражения, оставив своих убитых и раненых, она признала факт, что была подавлена мощью России.

## Интересные факты
Большое значение на ход и исход сражения оказали события, произошедшие накануне.
В бою под Гумбинненом немецкий конно-артиллерийский дивизион выехал на открытую позицию, чтобы уничтожить русские артиллерийские батареи, находящиеся на закрытой позиции. Такое расположение орудий, когда батарея хорошо замаскирована и становится малоуязвимой для противника, а стрельба производится по вспомогательной точке наводки, было впервые освоено в русско-японскую войну 1904—1905 гг. Оно позволило русским артиллеристам в кратчайший срок уничтожить этот дивизион. Очевидец, русский офицер 106-го Уфимского полка, впоследствии вспоминал:

Вот и геройский артиллерийский дивизион, расстрелянный ураганным огнём русской артиллерии. Издали некоторых из убитых офицеров и канониров его можно принять за живых, так выразительны их остекленевшие взоры и застывшие жесты и позы.
Вот молодой офицер с поднятой саблей, запрокинутой головой и открытым, кричащим ртом (вероятно команду), с глазами, устремленными в небо, застыл у самого орудия! Вот, солдат, совершенно как живой, наполовину вставил снаряд в орудие и, с неотнятыми от него руками, стоя на коленях, вперил глаза свои с каким-то особым удивлением вверх, словно спрашивает: «В чём дело?!» и т. д. Эти фигуры издали казались живыми, но когда мы подошли ближе, то увидели, что у офицера три четверти головы сзади были оторваны и осталась буквально одна маска, а у солдата выбит был весь живот. Очевидно, смерть была моментальная и безболезненная, поэтому и сохранилось такое живое выражение на их лицах.
Вот батарея, расстрелянная на самом выезде на позицию в полной запряжке, не успевшая не только открыть огонь, но и остановиться: все убитые люди и лошади дружно лежат вместе на своих местах, а солдаты лежат даже верхом на лошадях или поблизости их.
Лошади! Бедные животные! Чем они виноваты во всей этой катастрофе, случившейся между людьми?! — Успенский А. А. На войне. Архивная копия от 27 марта 2010 на Wayback Machine — Каунас, 1932.